# Weisse Rose Institut
Das Weisse Rose Institut e.V. ist ein Verein mit Sitz in  München, der zur Erforschung und wissenschaftlichen Aufarbeitung der Geschichte der Weißen Rose beitragen soll.
Der Verein, der die authentische Schreibweise wie auf den Flugblättern verwendet, wurde am 28. Mai 2003 in München gegründet, und zwar von Angehörigen der Familien der „Weißen Rose“ – Huber, Probst, Schmorell, Schultze-Jahn und Furtwängler – und dem Historiker Michael Kaufmann, der bis 2002 die von der Weiße Rose Stiftung organisierte Dauerausstellung „DenkStätte Weisse Rose“ in der Ludwig-Maximilians-Universität München geleitet hatte.

## Ziele und Projekte
Da eine Vielzahl an Quellen und Dokumenten zur Geschichte der „Weißen Rose“ noch nicht erschlossen, zersplittert archiviert und unzulänglich aufgearbeitet sei und zudem die Erinnerung an den Widerstand der Weißen Rose von Legenden und tendenziöser Inanspruchnahme überlagert sei (laut Kaufmann, Süddeutsche Zeitung 2003), bestand das Hauptziel bei der Gründung des Vereins darin, diesen Entwicklungen zu begegnen.
Hierzu ist die weitere Aufarbeitung des Vermächtnisses der studentischen Widerstandsgruppe gegen den Nationalsozialismus vorgesehen, um eine Gesamtwürdigung des Widerstandes der Weißen Rose zu erreichen. Der Verein will ein interdisziplinäres Forschungs-, Bildungs- und Dokumentationszentrum schaffen. Als Grundlage dafür wird seit 30. März 2007 unter dem Namen „Weisse Rose Archiv“ ein zentrales Spezialarchiv in Kooperation mit dem Bayerischen Hauptstaatsarchiv aufgebaut, das Nachlässe, Sammlungen und auch Originalbücher aus dem Besitz des Freundeskreises der Widerstandsgruppe umfasst, welche deren politische Philosophie und auch die Texte der Flugblätter beeinflusst hatten. Zudem engagiert sich der Verein in der Wahrung von Urheber- und Bildrechten für die Angehörigen und Hinterbliebenen der Familien der Widerstandsgruppe. Auch zahlreiche Buchveröffentlichungen und Gedenkveranstaltungen werden vom Institut gefördert bzw. organisiert.